# Federico Medem
Pour les articles homonymes, voir Medem.
Federico Medem (né Friedrich Johann comte von Medem) est un herpétologiste colombien d’origine lettonne, né le 29 août 1912 à Rīga et mort le 1er mai 1984 à Bogota.

## Biographie
D’origine allemande et noble, il se considère comme un Letton. Il quitte son pays après la révolution russe et étudie à l’Université Humboldt de Berlin puis à celle de Tübingen. Son doctorat se passe en partie à la station zoologique de Naples où travaille sous les ordres de Gustav Kramer (1910-1959). Il fait son service militaire sur le front russe et travaille après-guerre en Allemagne et en Suisse.
Il émigre en Colombie en 1950 et travaille à la station de recherche de Villavicencio. Il travaille principalement sur les tortues et les crocodiles et publie en 1981 et 1983 les deux volumes de son Los Crocodylia de Sur America.
C’est un militant actif de la protection des espèces.

## Taxons nommés en son honneur
- Micrurus medemi Roze, 1967
- Centrolene medemi (Cochran & Goin, 1970)
- Amphisbaena medemi Gans & Mathers, 1977
- Neusticurus medemi Dixon & Lamar, 1981
- Anolis medemi Ayala & Williams, 1988
- Pristimantis medemi (Lynch, 1994)

## Taxons décrits
- Mesoclemmys dahli (Zangerl & Medem, 1958)

## Source
- Kraig Adler (1989). Contributions to the History of Herpetology, Society for the study of amphibians and reptiles.